# ELMO1
ELMO1‏ (Engulfment and cell motility 1) هوَ بروتين يُشَفر بواسطة جين ELMO1 في الإنسان.